# آن ماري هيلدر
آن ماري هيلدر (بالإنجليزية: Anne-Marie Helder)‏ هي كاتبة غنائية ومغنية ومغنية مؤلفة بريطانية، ولدت في 1 يونيو 1976.

## وصلات خارجية
- آن ماري هيلدر على موقع ميوزك برينز (الإنجليزية)
- آن ماري هيلدر على موقع ديسكوغز (الإنجليزية)